# Genesi
(I primi due versetti del libro della Genesi, nonché l'incipit dell'intera Bibbia e della Torah.)
Il Libro della Genesi (in ebraico בראשית‎? bereshìt, lett. "in principio", dall'incipit; in greco Γένεσις?, ghènesis, lett. "nascita", "creazione", "origine"; in latino Genesis), comunemente citato come Genesi (al femminile), è il primo libro della Torah del Tanakh ebraico e della Bibbia cristiana. Il libro è conosciuto anche con il nome di Primo Libro di Mosè.
Scritto in ebraico e diviso in cinquanta capitoli, secondo l'ipotesi maggiormente condivisa dagli studiosi la sua redazione definitiva, per opera di autori ignoti, è collocata al VI-V secolo a.C. in Giudea, sulla base di precedenti tradizioni orali e scritte.
Nei primi undici capitoli è descritta la cosiddetta "preistoria biblica" (creazione, peccato originale, diluvio universale), e nei rimanenti la storia dei patriarchi Abramo, Isacco, Giacobbe-Israele e di Giuseppe, le cui vite si collocano nel vicino oriente del II millennio a.C. (la datazione dei patriarchi, tradizionale ma ipotetica, è attorno al 1800-1700 a.C. vedi Storia degli ebrei).

## Introduzione
La Genesi si presenta come un'opera eziologica che ha inizio con la creazione del mondo, per poi raccontare di come Dio creò gli esseri viventi e, in ultimo, l'uomo. Segue la storia dei primi esseri umani e quindi delle origini del popolo di Israele, incominciando dalla vita dei suoi patriarchi. Contiene, quindi, le basi storiche per le idee religiose e istituzionali che stanno alla base di Israele, e serve come introduzione alla sua storia e alle sue leggi, costumi e leggende.
Secondo la maggiore corrente, a cui appartengono i creazionisti Victor P. Hamilton e Walter C. Kaiser, la Genesi è da intendersi come reale resoconto fattuale, fedele alla realtà anche dal punto di vista cronologico ossia i giorni della Genesi sono giorni solari, la donna fu creata da una costola dell'uomo e il frutto del male fu materialmente offerto da Satana a Eva. Il genere letterario sarebbe quello della prosa storica che racconterebbe in modo realistico, accurato e sequenziale come, quando e cosa successe nei giorni della creazione. Secondo i creazionisti tale posizione sarebbe anche corroborata dalla presenza di genealogie neotestamentarie (cfr. Luca 3:38 e Matteo cap. 1) che fanno risalire ad Adamo la stirpe di Gesù anche nel Nuovo Testamento, così come in Luca, Adamo non è l'ipostasi del genere maschile o una figura mitologica, ma il padre, in senso letterale, dell'umanità creata da Dio.
Secondo altri studiosi come Charles H. Hummel, Hermann Gunkel, S. H. Hooke, Gordon Wenham, Karl Barth e altri, il libro non è propriamente al senso corrente di storia. Si può dire che è un libro di storia religiosa, per alcuni allegorico e didascalico dove, pur probabilmente non essendo veri i particolari, sono importanti le idee fondamentali di relazione con Dio. Un altro punto di vista è che il libro fa propri tanti racconti presi dalla mitologia dei popoli orientali.

## Formazione
Secondo la tradizione ebraica e cristiana, prima della diffusione del metodo critico applicato alla Bibbia, il libro della Genesi sarebbe stato scritto da Mosè in persona nel deserto e fu completato nel 1513 a.C. Questa opinione è mantenuta tuttora da alcune confessioni religiose cristiane più legate all'interpretazione letterale del testo biblico e dall'ebraismo ortodosso.
La maggioranza degli esegeti moderni ritiene che la Genesi sia in realtà una raccolta, formatasi in epoca post-esilica, di vari scritti di epoche diverse. Secondo questa teoria, nota come ipotesi documentale, la composizione letteraria del libro sarebbe avvenuta nel corso dei secoli fino alla redazione del documento sacerdotale, che avrebbe inglobato versioni precedenti elaborate dalla tradizione jahwista ed elohista.
Alcuni degli indizi che hanno fatto supporre un continuo rimaneggiamento del testo biblico sono per esempio i diversi utilizzi del nome di Dio, YHWH ed Elohim, le molte diversità stilistiche testuali e la presenza di duplicazioni, come i due racconti della creazione. Intervallati a questi racconti vi sono quattro liste genealogiche.

## Contenuto

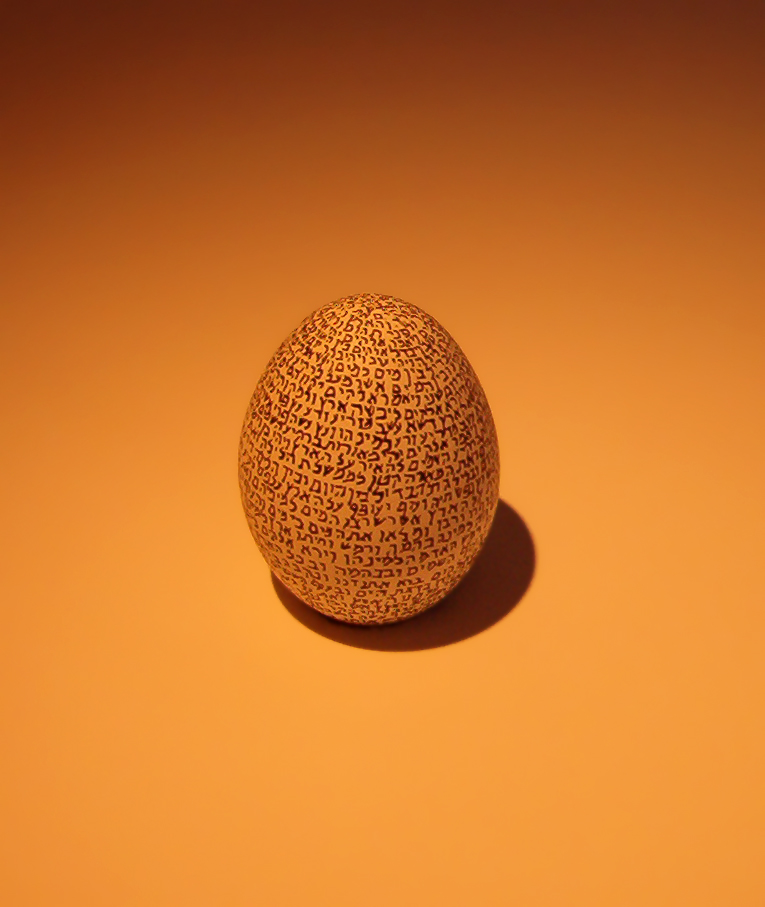
Bereshit aleph, il primo capitolo della Genesi, scritto su un uovo

Il libro della Genesi è suddiviso in due grandi sezioni. La prima, corrispondente ai capitoli 1-11, comprende il racconto della creazione e la storia del genere umano. Questa storia delle origini comprende:
1. Creazione 1,1-2,4a[6]
2. Adamo ed Eva 2,4b-3,24[7]
3. Caino e Abele 4,1-16[8]
4. Diluvio universale e Noè 6,1-9,17[9]
5. Benedizione di Noè 9,18-9,29[10]
6. Torre di Babele 11,1-9[11]
7. Discendenti di Caino 4,17-24[12]
8. Discendenti di Set 4,25-5,32[13]
9. Lista delle genti 10[14]
10. Discendenti di Sem 11,10-26[15]

La seconda sezione, dal capitolo 12 al capitolo 50, narra la storia del popolo eletto, mediante i racconti sui patriarchi:
- Abramo 12-25[16]
- Isacco 26[17]
- Giacobbe 27-35[18]
- Esaù 36[19]
- Giuseppe e Giuda 37-50[20]

### La creazione
(Genesi 1,3)

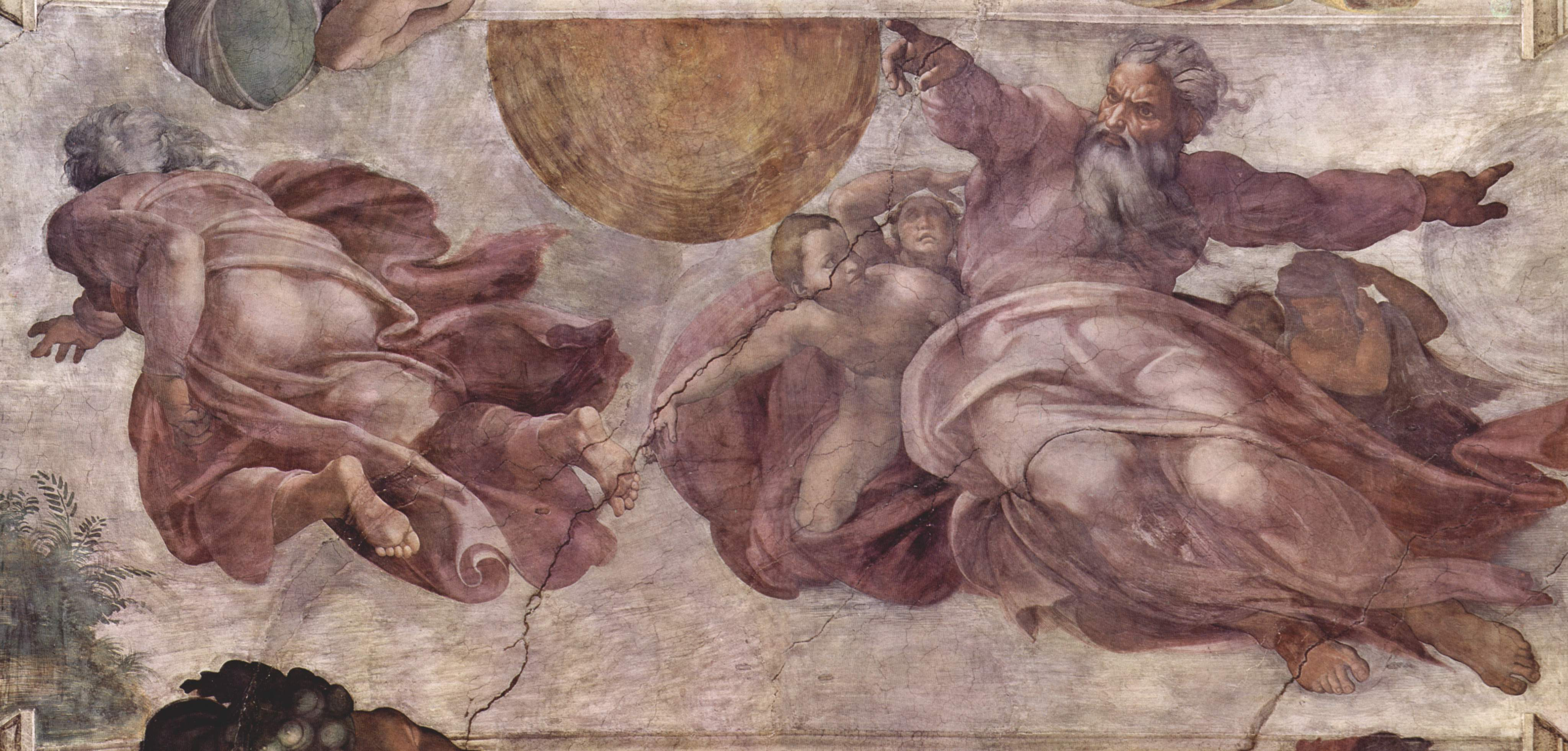
La creazione del Sole e della Luna in un affresco di Michelangelo Buonarroti nella Cappella Sistina

Nella Genesi troviamo un doppio racconto della creazione: uno di redazione sacerdotale (1,1-2,4a) e uno di redazione jahvista (2,4b-25).

#### Racconto sacerdotale
Il racconto della prima creazione usa lo schema letterario dei sette giorni. Il racconto suppone uno stato iniziale informe, in cui predominavano le tenebre e l'acqua (1,1-2). La creazione avviene per separazioni successive:
1. il primo giorno Dio separò la luce dalle tenebre, creando giorno e notte (1,3-5[24]);
2. il secondo giorno fu creato il cielo per separare le acque inferiori (gli oceani) dalle acque superiori (credute essere sopra il firmamento e all'origine della pioggia) (1,6-8[25]);
3. il terzo giorno, dalle acque inferiori fu fatto emergere il terreno, e da questo fu fatta germogliare ogni pianta sì creata (1,9-13[26]);
4. il quarto giorno Dio creò il Sole, la Luna e le stelle e pose il tutto nel firmamento, affinché illuminassero la terra e regolassero il tempo (1,14-19[27]);
5. il quinto giorno vengono creati gli esseri marini e gli uccelli, e vengono benedetti perché possano moltiplicarsi (1,20-23[28]);
6. il sesto giorno furono creati gli animali terrestri ("bestiame, rettili e bestie selvatiche"); fu poi creata l'Umanità a immagine e somiglianza di Dio affinché dominasse sugli animali, benedicendone la prosperità (1,24-31[29]);
7. il settimo giorno Dio porta a compimento il lavoro che aveva fatto e cessa da ogni suo lavoro, poi benedice e consacra il settimo giorno (2,1-3[30]).

Quest'ultimo atto diventerà, nell'ebraismo, il precetto del riposo del Sabato.

#### Racconto jahvista
(Genesi 2,7)
Il secondo racconto della creazione è di tipo jahvista e ha le seguenti caratteristiche:
- Dio è descritto in modo popolare, immediato, antropomorfico. Dio infatti plasma l'uomo con la polvere della terra e soffia nelle sue narici, pianta un giardino, fa germogliare dal suolo le piante, plasma gli animali, toglie una costola dal fianco dell'uomo per plasmare la donna e richiude la carne al suo posto.
- già il racconto sacerdotale poneva l'uomo al centro del creato. In questo racconto la sottolineatura è più marcata perché l'uomo è creato per primo e tutto il resto viene creato in sua funzione: per il suo nutrimento, le piante e per la sua compagnia, gli animali. Dando il nome agli animali l'uomo viene proclamato signore di tutto il creato.
- nel racconto è presupposto un substrato mesopotamico: i canali, i fiumi e una civiltà già agricola, dove si coltiva la terra.
- il giardino dell'Eden o paradiso terrestre indica un luogo fantastico dove si è iniziata la vita umana. Qui tutto viene dato da Dio senza fatica, altrove occorre sudare per ricavare i frutti della terra. La ricchezza di acqua è un grande segno della benedizione di Dio.
- nel racconto si può leggere una sostanziale parità tra uomo e donna (ish e ishà), e gli animali sono subordinati. Il v.23 dice:

Letture successive di questo brano hanno però visto una subordinazione della donna nei confronti dell'uomo. In modo semplice e immediato la Bibbia inserisce qui il tema del matrimonio e della famiglia (è così stretto il legame tra uomo e donna che sembra impossibile il divorzio).
- la vergogna della nudità sarà vista come una conseguenza del peccato. Per il momento la nudità si inserisce nell'armonia della creazione.

### Il racconto del peccato originale

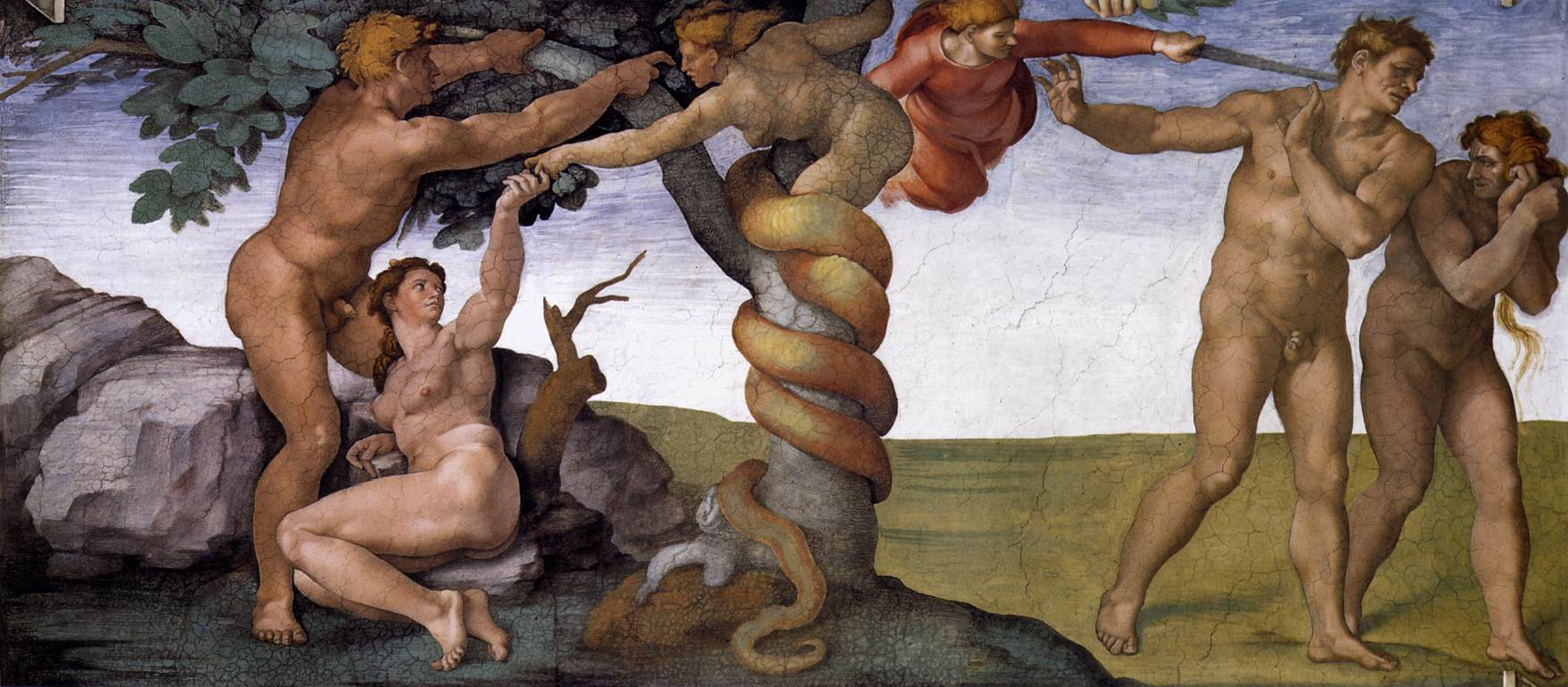
Peccato originale e cacciata dal paradiso, affresco di Michelangelo nella Cappella Sistina, Roma

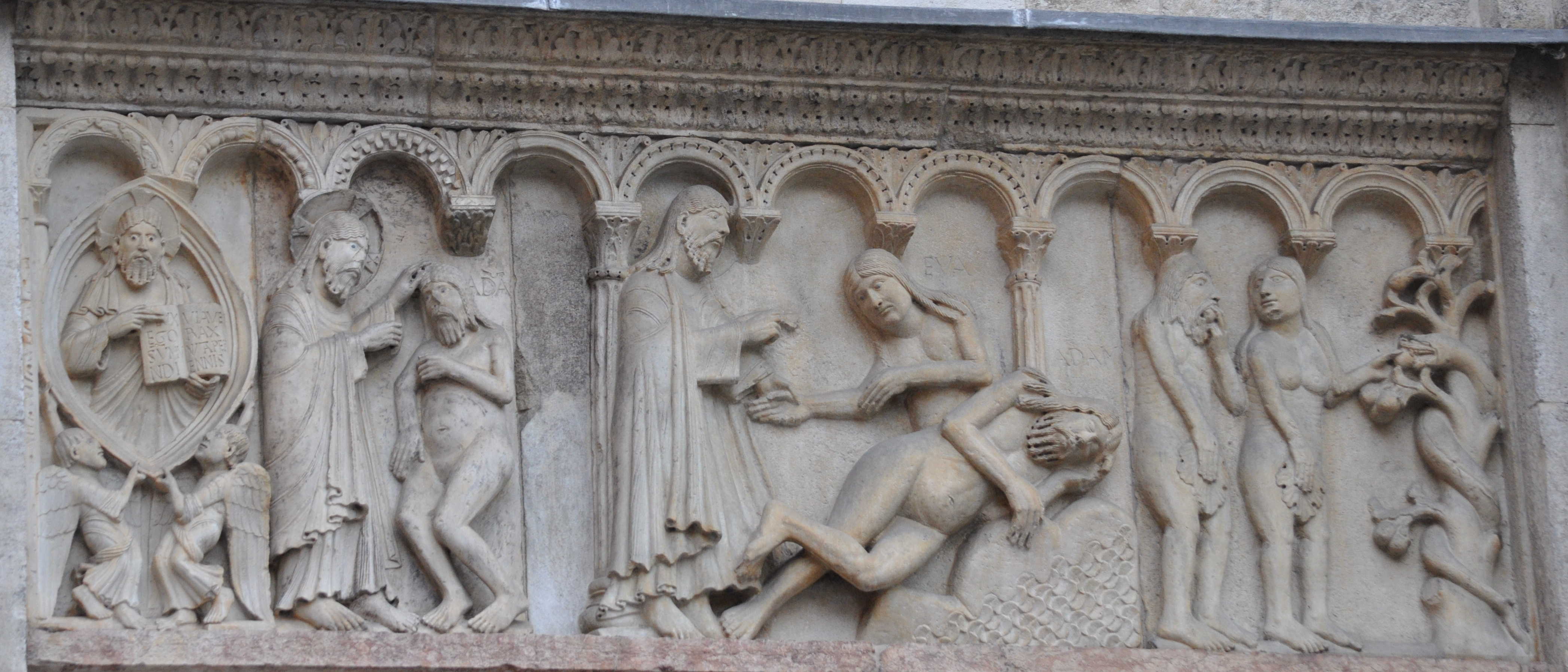
Cacciata dal Paradiso Terrestre, e lavoro dei progenitori, rilievo di Wiligelmo, Duomo di Modena

Se i primi due capitoli della Genesi in vario modo esaltano la positività della creazione e della vita dell'uomo sulla terra, il terzo (Gen 3) vi inserisce la nota tipica a ogni esperienza umana: il male e il peccato. La Bibbia non fa un grande discorso teorico sull'origine del male e del peccato, ma lo presenta, attraverso un aneddoto, come una condizione dalla quale difficilmente l'uomo può liberarsi. È da sottolineare però che in ambito ebraico non vi è la trasmissione del "peccato originale" in quanto, secondo l'ebraismo, l'uomo nasce immacolato e senza colpa. Questa è invece una considerazione teologica cristiana, in vista della redenzione messianica.
Una considerazione sul tema del peccato: se si applicasse quanto il Catechismo della Chiesa Cattolica al §1857 afferma: «Perché un peccato sia mortale si richiede che concorrano tre condizioni: È peccato mortale quello che ha per oggetto una materia grave e che, inoltre, viene commesso con piena consapevolezza e deliberato consenso»? La domanda che ci si può porre è se Adamo ed Eva prima dell’assunzione del frutto proibito conoscessero ciò che significava bene e male. La risposta è che, nonostante il libero arbitrio, forse non avevano piena consapevolezza di ciò che volesse dire peccato e lo avrebbero compreso solo dopo essersi cibati del frutto. E in tal caso perché punire chi non era compos sui? In realtà il peccato è stato una consapevole e deliberata disubbidienza a un comando preciso del Creatore.
Leggendo il racconto si possono fare le seguenti osservazioni:
- Il serpente era un essere parlante ostile a Dio e nemico dell'uomo.[senza fonte]
- Tutto il racconto è portato avanti secondo una sottile psicologia: il serpente parte da lontano, esagerando, mettendo in cattiva luce la proibizione del Signore.
- Dio punisce il serpente per aver convinto con l'inganno Eva a mangiare il frutto della conoscenza

Questo passo della Bibbia suggerirebbe che si riteneva che i serpenti avessero originariamente le gambe.
- Il capitolo sottolinea ampiamente le conseguenze del peccato, alcune derivate immediatamente, altre volute da Dio. Quelle derivate immediatamente sono la paura di essere nudi e la paura del Signore. Quelle imposte dal Signore sono: i dolori del parto, la sottomissione della donna all'uomo, la fatica del lavoro, la morte.
- È interessante notare come, ormai in preda al peccato, l'uomo e la donna si accusino a vicenda pur di scusarsi di fronte a Dio: l'uomo riversa la colpa sulla donna e questa sul serpente.
- Il testo presenta la maledizione sul serpente, non sull'uomo e sulla donna; questi vengono colpiti in quello che era considerato più proprio per loro: il generare i figli per la donna e il lavoro per l'uomo.
- Una importanza particolare riveste il versetto 3,15[33]. In Genesi 3:15, nella prima promessa di un Salvatore fatta ad Adamo ed Eva subito dopo il peccato, il Messia (e non sua madre) futuro viene semplicemente definito come "progenie della donna" (ove la donna, secondo la terminologia biblica, è intesa come "popolo di Dio") che schiaccerà il capo al serpente (Satana) e lo vincerà, venendo da lui però ferito al calcagno (il Diavolo avrebbe provocato la morte del Salvatore).

Fondamentalmente il testo ci dice: anche se l'uomo sembra del tutto succube del male, ha sempre delle nuove possibilità, offerte dalla misericordia del Signore, per una futura rivincita.
- La cacciata dell'uomo dal paradiso terrestre lo pone ormai in una situazione simile alla nostra, in un mondo ostile e con una vita breve.
- Prima di espellere l'uomo dal paradiso terrestre, Dio lo veste di pelli. Nella tradizione dei popoli orientali, il capofamiglia aveva quest'obbligo verso i suoi familiari, suggerendo così il concetto che Dio continua ad aver cura dell'uomo nonostante la sua imperfezione.[34]

### Caino e Abele
Il racconto (Gen 4) suppone una civiltà già evoluta, un culto, altri uomini che potrebbero uccidere Caino, tutto un gruppo che lo proteggerà. Forse è nato per illustrare l'origine dei Keniti. In seguito dalla tradizione jahvista è stato riferito all'origine dell'umanità e ha ricevuto una portata più generale.
Dopo la rivolta dell'uomo contro Dio, ora vi è la lotta dell'uomo contro l'uomo, cui si opporrà il duplice comandamento che riassume la legge, l'amore di Dio e del prossimo.
Leggendo il testo si possono fare le seguenti osservazioni:
- La gioia di Eva che da schiava di un uomo diventa la madre di un uomo: Caino.
- Si dice che Abele era pastore di greggi e Caino lavoratore del suolo. Questo contrasto tra i due fratelli sta forse anche a indicare i contrasti sempre esistiti tra i pastori e i contadini.
- Il testo prima di descrivere il peccato descrive la tentazione e l'impegno del Signore per aiutare a superarla.
- Il sangue versato di Abele dal suolo chiede vendetta. Grande è l'importanza, nella mentalità biblica, del sangue come fonte della vita.
- Il segno che Dio impone su Caino ha il senso di limitare la vendetta. Non è giusto che sangue chiami altro sangue, senza alcun limite. Storicamente forse vi era indicato un gruppo di persone, i Keniti, in cui si praticava duramente la vendetta di sangue.

#### La discendenza di Caino
Dopo il racconto di Caino e Abele, viene inserita la genealogia jahvista di Caino (Gen 4), che esprime sostanzialmente questa idea: se Caino è stato il primo omicida, da lui deriva ogni forma di male che si è sparso sulla terra. Si arriva così al canto selvaggio di Lamech: 
Particolare risulta poi la figura di Iubal, padre dei musicisti e dei suonatori in Gen 4,21, il quale è fratello di Iabal figlio di Lamech e della moglie Ada.

### I patriarchi prediluviani
La fonte sacerdotale, che avevamo abbandonato dopo il racconto della creazione, ritorna adesso per descriverci la genealogia di Adamo (viene del tutto ignorato il peccato originale e l'omicidio di Abele) e collegarci così alla storia di Noè al tempo del diluvio universale. (Gen 5) 
Le genealogie per questa fonte rivestono una importanza particolare:
- riempiono i vuoti: per esempio tra Adamo e Noè, tra Noè e Abramo;
- indicano l'interesse di Dio che si va sempre più concentrando fino ad arrivare a un popolo, quello ebraico.
- più che una importanza storica esse rivestono una importanza di idee nei confronti del Signore.

La lunga vita è segno della benedizione di Dio e segno della bontà dell'umanità. A mano a mano che l'umanità si corrompe diminuisce l'età media dell'uomo.
In questo schema di genealogia ritroviamo molte delle caratteristiche del primo capitolo della Bibbia, caratteristiche che sono proprie della fonte sacerdotale: formalismo, ripetività, astrattezza, ecc.

### Il diluvio universale
Il racconto (Gen 6-9) combina due storie parallele: una jahvista, piena di colore e di vita; l'altra sacerdotale, più precisa e più elaborata, ma più arida. Il redattore finale ha rispettato queste due testimonianze che riceveva dalla tradizione, senza cercare di sopprimere le loro divergenze di dettaglio.
Vi sono diverse narrazioni sumere e babilonesi sul diluvio, che presentano somiglianze considerevoli con il racconto biblico. Il racconto biblico non sembra dipendere da queste narrazioni, ma attinge a una medesima eredità: il ricordo di una o più inondazioni disastrose della valle del Tigri e dell'Eufrate, che la tradizione aveva ingrandito con dimensione di un cataclisma universale. Non ha quindi senso prendere il racconto in senso storico e volerlo poi criticare per le sue incongruenze storiche.
L'essenziale del racconto resta questo: un insegnamento sulla giustizia e sulla misericordia di Dio, sulla malizia dell'uomo e sulla salvezza accordata al giusto. Dio non può permettere il male e deve castigarlo, ma allo stesso tempo si impietosisce per il giusto, anche se è uno solo.
Il racconto del diluvio viene sovente visto come anticipazione del battesimo.
Si noti che molto simbolismo biblico ha qui un inizio: sette coppie di animali, quaranta giorni di diluvio, la colomba, il ramo di ulivo, ecc.
Dopo il diluvio viene ristabilito l'ordine del mondo e Dio benedice di nuovo l'uomo, come aveva già fatto quando lo aveva creato. In particolare all'uomo vengono dati in alimento anche gli animali, privati però del loro sangue. Segno di questa nuova alleanza tra Dio e l'uomo è l'arcobaleno. Comincia qui un grande tema biblico: quello dell'alleanza: per il momento l'alleanza è con tutti gli uomini, in seguito si restringerà a un popolo, con Abramo e poi, particolarmente, con Mosè.

### La torre di Babele
Il cap. 10 raccorda il racconto del diluvio a quello della torre di Babele presentando una tavola sinottica dei popoli antichi. Vorrebbe offrire uno sguardo d'insieme dello svilupparsi dei popoli nell'antichità; inoltre offre il materiale di partenza per il racconto della torre di Babele.
Il racconto della torre, (Gen 11) di natura jahvista, offre una spiegazione della diversità dei popoli e delle lingue. Il tutto viene presentato come un castigo di Dio per una colpa collettiva di vanità e superbia.
La torre viene costruita secondo i canoni delle antiche torri sacre a piani (Ziggurat) che si trovano in Mesopotamia. In particolare a Babilonia l'Etemenanki era ritenuto la sede terrena del dio supremo Marduk e la "portineria" della soprastante sede celeste. Nell'antichità, infatti, i re davano udienza alla porta del palazzo o a quella della città. L'Etemenanki, rimasto incompiuto, costituiva uno strumento per presentare Babilonia come l'ombelico del mondo, prediletto dagli dei. La Bibbia vi vede l'impresa di un orgoglio insensato e collega implicitamente il nome arrogante della città (in accadico: Bab-ilum = porta degli dei) con il verbo "balàl" = "confondere".
Questo tema della condanna della torre si combina con quello della città: potrebbe essere una critica della civiltà urbana, tema forse accennato già nel cap. 4 a proposito della discendenza di Caino.

### Gli ascendenti di Abramo
Secondo il redattore sacerdotale lo sguardo si concentra sempre di più: dal generico (discendenza di Adamo ed Eva) al particolare (ascendenti di Abramo). (Gen 11) Quasi a dire come Dio poco alla volta viene a costruirsi il suo popolo prediletto, lasciando in secondo piano gli altri popoli.

### La storia di Abramo
La storia patriarcale che qui incomincia è una storia di famiglia: raduna i ricordi che si conservavano degli antenati, Abramo, Isacco, Giacobbe e Giuseppe: (Gen 12-25)
- È una storia popolare che si sofferma anche su aneddoti personali e sui tratti pittoreschi.
- È una storia religiosa: tutte le svolte decisive sono segnate da un intervento di Dio e tutto vi appare come provvidenziale, secondo la fede ebraica. Tutti i fatti sono introdotti, spiegati e raggruppati per mostrare che c'è un Dio che ha formato un popolo e gli ha dato un paese: questo Dio è Yahvè, questo popolo è Israele, questo paese è la terra santa.
- Questi racconti sono storici nel senso che narrano, alla loro maniera, avvenimenti reali; danno una immagine fedele dell'origine e delle migrazioni degli antenati d'Israele, dei loro legami geografici ed etnici, del loro comportamento morale e religioso. Il compito dello storico è di confrontare questi dati della Bibbia con altri fatti storici. Indicativamente possiamo dire, ad esempio, che Abramo visse in Canaan verso il 1850 a.C.; che Giuseppe fece carriera in Egitto un po' dopo il 1700.

#### La vocazione di Abramo
Rompendo che la sua terra natìa, il paese dei Caldei (Mesopotamia), Abramo parte per un paese sconosciuto, con la moglie sterile, perché Dio lo ha chiamato e gli ha promesso una posterità: è il primo atto della fede di Abramo, fede che si ritroverà al momento del rinnovamento dell'alleanza e del sacrificio di Isacco.

#### Il rinnovamento dell'alleanza
La fede di Abramo è messa alla prova, le promesse tardano a realizzarsi. Esse sono allora rinnovate e sigillate da un'alleanza. La promessa della terra è messa al primo posto.

Giustamente famoso è il v. 6: 
 che sarà ripreso per spiegare il rapporto tra la fede e le opere in Paolo, Giacomo e Lutero.
Il versetto 15,17 presenta un antico rito di alleanza. I contraenti passavano tra le carni sanguinanti e invocavano su di sé la sorte riservata a queste vittime, se trasgredivano il loro impegno. Sotto il simbolo del fuoco è Jahvè che passa; e passa solo, poiché la sua alleanza è un patto unilaterale.

#### L'alleanza e la circoncisione
Nuovo racconto dell'alleanza di tradizione sacerdotale. (Gen 17,1-14) L'alleanza sigilla le stesse promesse della tradizione jahvista del cap. 15, ma questa volta impone all'uomo obblighi di perfezione morale (v.1), un legame religioso con Dio (v.7) e una prescrizione positiva, la circoncisione (v.10).
Argomenti particolari:
- il senso del cambio di nome per Abramo (v.5);
- il senso della circoncisione (v.10).

#### L'apparizione di Mamre e la distruzione di Sodoma
Questi capitoli si devono alla tradizione jahvista e si possono intitolare: il significato dell'alleanza. Essi vogliono illustrare la natura, gli effetti e le motivazioni di questo fatto centrale nella storia dell'umanità.
L'apparizione di Mamre, (Gen 18-19,29) dove il Signore scende all'uomo in forme umane, quasi affidandosi alle sue cure, per offrirgli la speranza in un bene creduto impossibile, vuole dimostrare che l'alleanza è un grande atto di amore e di fiducia verso l'uomo. Si notino i tratti umani con cui Dio si manifesta, la familiarità di Abramo, la sua insistenza per salvare Sodoma e Gomorra.
L'ambivalenza del racconto circa i personaggi: tre oppure uno solo, ha preparato la rivelazione del mistero trinitario, anche se nel racconto non è ancora minimamente presente.
Fortemente sottolineato è il tema dell'ospitalità, elemento importante della tradizione dell'antico oriente. Solo in un secondo momento Abramo si accorge che nei tre personaggi ha ospitato Dio stesso.
Il racconto della distruzione di Sodoma e Gomorra prende forse le mosse da leggende antiche circa la fine di queste città. Dal punto di vista scientifico si può pensare che le città siano state distrutte e successivamente ingoiate dal mar Morto a seguito di un'apertura maggiore della faglia che corre in quelle zone. La Bibbia lega la distruzione delle città con una perversione grave che lì si sarebbe manifestata: l'omosessualità, dalla Bibbia chiamata sodomia. Tale comportamento era in abominio presso gli ebrei e veniva punito con la morte. Il solo Lot, nipote di Abramo, resiste al peccato stesso e per questo motivo viene salvato dalla distruzione della città.

#### La nascita di Isacco
Il piccolo brano risulta dalla fusione delle tre fonti: sacerdotale, jahvista ed eloista. (Gen 21,1-5) È l'avverarsi della promessa. Viene chiamato Isacco perché Sara aveva riso quando era stato preannunciato e perché è motivo di letizia la sua nascita. Difficile sembra conciliare questo brano con il seguente che parla della cacciata di Ismaele e di Agar.

#### Il sacrificio di Isacco
Racconto di tradizione eloista. (Gen 22,1-18) Dopo i successi ritorna inaspettata la prova. Il fatto inspiegabile non è che Dio chieda il sacrificio di un figlio, ma che pretenda la morte di quello che era stato un grande motivo di speranza; viene così maggiormente messa in risalto la fede di Abramo. Il racconto tende a giustificare perché il popolo ebraico non preveda sacrifici umani. Inoltre offre la spiegazione perché era previsto il riscatto e non il sacrificio dei primogeniti, dato che tutte le primizie erano previste per il Signore. Al posto di Isacco Abramo offrirà in sacrificio a Dio un animale.

### La storia di Isacco e Giacobbe

#### I due figli di Isacco: Giacobbe ed Esaù
La lotta dei due fanciulli nel seno materno presagisce l'ostilità dei due popoli fratelli: gli idumei discendenti di Esaù e gli israeliti discendenti di Giacobbe.(Gen 25,19-34)Gli idumei saranno asserviti da Davide e per un po' resteranno sotto il dominio ebraico.
Può far problema il modo disonesto con cui Giacobbe carpisce la primogenitura al fratello Esaù. Ma si può notare come il Signore si serve anche degli inganni umani per portare avanti i suoi disegni di salvezza per il popolo ebraico.

#### Giacobbe carpisce la benedizione del padre
È un racconto jahvista che vanta l'astuzia di Giacobbe.(Gen 27,1-40)  Nella sua redazione finale il vanto per l'astuzia è sfumato da discreta riprovazione per l'astuzia di Rebecca e da pietà per Esaù. Le benedizioni che Giacobbe ed Esaù ricevono non si riferiscono tanto a loro quanto ai popoli da essi usciti.

#### Il sogno di Giacobbe
A Giacobbe vengono riconfermate le promesse fatte ad Abramo.(Gen 28,10-22)  La scala che sale al cielo ricorda le ziqqurat mesopotamiche. La pietra localizza la presenza di Dio: diventa una betel (casa di Dio, oppure, in senso più spirituale una porta del cielo). L'alzare la pietra e versarvi olio sulla sommità sono antichi gesti cultuali che più tardi verranno ripudiati dalla tradizione ebraica e verranno considerati idolatri.

### La storia di Giuseppe
Questa storia  (Gen 37-50) si svolge senza un intervento visibile di Dio, senza una nuova rivelazione, al contrario di tutte le altre parti della Genesi. Essa si presenta tutta intera come un insegnamento espresso chiaramente alla fine della storia:
- La provvidenza divina ride dei calcoli degli uomini e sa volgere in bene la loro cattiva volontà.
- Non solo Giuseppe è salvato, ma il delitto dei suoi fratelli diventa lo strumento dei disegni di Dio.
- La venuta dei figli di Giacobbe in Egitto prepara la nascita del popolo eletto.

## Teologia
Questi i principali temi teologici presenti nel libro.
- Monoteismo. Dio/Yahweh (chiamato nel testo originale ebraico YHWH, El o Elohim, Adonai e con altri epiteti) è un Essere perfetto, puro Spirito (nel testo però compaiono talvolta alcuni antropomorfismi), non rappresentabile sotto alcuna forma.
- Creazione. Dio ha creato liberamente e dal nulla l'universo e l'uomo, vertice della creazione, caratterizzati da una bontà originaria.
- Peccato originale. Adamo ed Eva, il primo uomo e la prima donna, disobbedirono a Dio introducendo il male nel creato.
- Alleanza. Dio stabilì un'alleanza con Abramo e la sua discendenza, in primis i patriarchi Isacco, Giacobbe e i suoi figli, in vista della salvezza dell'umanità, impegnandosi a sostenere lungo la storia il Suo popolo ed esigendo il culto dedicato a Lui solo. Segno esteriore dell'alleanza è la circoncisione.

## Lettura sinagogale del libro diBereshit
Il testo ebraico di Bereshit, al suo interno, è diviso in dodici parashot, come nella seguente tabella:
| Libro             | Nome della parasha    | Equivalente italiano | Porzione di parasha |
| ----------------- | --------------------- | -------------------- | ------------------- |
| Bereshit (Genesi) | Bereshit, בְּרֵאשִׁית      | In principio         | Genesi 1.1-6.8      |
|                   | Noach, נֹחַ             | Noè (rimanente)      | Genesi 6:9-11:32    |
|                   | Lekh lekha, לֶךְ-לְךָ     | Vai, vàttene!        | Genesi 12.1-17.27   |
|                   | Vayeira, וַיֵּרָא         | Il Signore apparve   | Genesi 18.1-22.24   |
|                   | Chayei Sarah, חַיֵּי שָׂרָה | Vita di Sara         | Genesi 23.1-25.18   |
|                   | Toledot, תּוֹלְדֹת        | Generazioni          | Genesi 25.19-28.9   |
|                   | Vayetze, וַיֵּצֵא         | Giacobbe partì       | Genesi 28.10-32.3   |
|                   | Vayishlach, וַיִּשְׁלַח     | Mandò avanti         | Genesi 32.4-36.43   |
|                   | Vayeshev, וַיֵּשֶׁב        | E si stabilì         | Genesi 37.1-40.23   |
|                   | Miketz, מִקֵּץ           | In capo a            | Genesi 41.1-44.17   |
|                   | Vayigash, וַיִּגַּשׁ        | Appressatosi a lui   | Genesi 44.18-47.27  |
|                   | Vayechi, וַיְחִי         | E visse              | Genesi 47.28-50.26  |

La lettura del libro inizia in occasione della festività di Simchat Torah e prosegue di settimana in settimana, lungo tutto l'arco dell'anno ebraico.

## Filmografia
- La Bibbia, film cinematografico del 1966 diretto da John Huston (copre i capitoli fino al 22)
- I primi quattro capitoli del Progetto Bibbia (ciclo di miniserie e film televisivi in coproduzione internazionale) coprono la maggior parte del libro della Genesi:
  - Genesi: La creazione e il diluvio, film televisivo del 1994 diretto da Ermanno Olmi
  - Abramo, miniserie in due puntate del 1993 diretta da Joseph Sargent
  - Giacobbe, film televisivo del 1994 diretto da Peter Hall
  - Giuseppe, miniserie in due puntate del 1993 diretta da Roger Young